# 雷克纳
雷克纳，是西班牙巴伦西亚自治区巴伦西亚省的一个市镇。总面积814平方公里，总人口19135人（2001年），人口密度24人/平方公里。